# Статира (жена Артаксеркса II)
Стати́ра (лат. Stateira; ? — ок. 395 г. до н. э.) — жена персидского царя Артаксеркса II.

## Биография
Её отцом был знатный иранец Гидарн, сатрап Армении, потомок одного из семи персидских вельмож, возведших Дария I на престол.
Брат Статиры Теритухм, в свою очередь, был женат на дочери Дария II. Впоследствии Теритухмес организовал мятеж против царя, но был убит. Были казнены и многие его родственники. Однако Статира осталась в живых благодаря горячему заступничеству своего мужа — наследного принца Аршака, очень привязанного к супруге.
Статира пользовалась любовью и в народе. Так, она всегда совершала свои поездки в повозке без занавесей, поэтому любая женщина могла подойти и свободно поприветствовать свою царицу.
После начала мятежа брата Артаксеркса Кира Младшего Статира во всеуслышание заявила о немалой доли вины в том вдовствующей царицы Парисатиды. По словам Статиры, именно из-за заступничества своей матери Кир, изначально замышлявший против своего старшего брата, был прощен, а теперь государство оказалось ввергнутым в бедствия гражданской войны.
С тех пор Парисатида возненавидела свою невестку и твердо задумала избавиться от неё. Тем более, что Статира впоследствии открыто возмущалась той жестокой расправой, которую учинила Парисатида в отношении тех царских приближенных, что были причастны к гибели Кира. В свою очередь, по настоянию Статиры Артаксеркс казнил Клеарха и других стратегов, возглавлявших греческих наемников Кира, хотя Парисатида надеялась добиться их освобождения. Также был казнен убийца брата Статиры. По замечанию Ктесия, это было сделано «дабы обуздать Парисатиду».
С помощью своих приближенных Парисатиде удалось отравить Статиру, которая скончалась в жестоких муках. Перед смертью Статира назвала мужу имена своих предполагаемых убийц. Артаксеркс приказал организовать следствие, и отравителей схватили, подвергнув пыткам и казням. Но своей матери Артаксеркс не сделал ничего дурного, а только отослал, в соответствии с её же собственным желанием, в Вавилон. При этом царь объявил, что «пока она жива, его глаза Вавилона не увидят». Однако вскоре Парисатиде дозволили вернуться, так как Артаксеркс по-прежнему нуждался в её советах по вопросам управления.

## В астрономии
В честь Статиры назван астероид (831) Статира, открытый в 1916 году.